# Tarek Loutfi
Tarek Loutfi (26 maart 2008) is een Belgisch voetballer die als offensieve middenvelder speelt. Hij staat onder contract bij Patro Eisden Maasmechelen.

## Clubcarrière
Patro Eisden Maasmechelen haalde Loutfi in 2023 weg bij Beerschot. Op 8 december 2024 debuteerde hij in de Eerste klasse B tegen Lommel SK.  Op 17 januari 2025 scoorde hij bij zijn eerste basisplaats tegen KSC Lokeren-Temse.